# William Crichton (Lord)
Pour les articles homonymes, voir William Crichton et Crichton.
William Crichton, fils de John Crichton, est une personnalité écossaise qui a été Lord Chancelier d'Écosse sous le roi Jacques II.

## Biographie
Fils de Sir John Crichton de Crichton, William Crichton est mentionné dans les sources pour la première fois parmi les nobles écossais qui reçoivent un sauf conduit pour se rendre en Angleterre pour rencontrer Jacques Ier, après que celui-ci ait été libéré de sa captivité.
Il est nommé chevalier en 1426 lors du couronnement du roi Jacques Ier. Deux ans plus tard il fait partie de l'ambassade auprès d'Éric II, roi de Norvège chargé de négocier le prolongement de la paix entre les deux pays. À son retour il est nommé gouverneur du château d'Édimbourg, puis en 1435 shériff de la ville. 
À la mort de Jacques Ier en 1437, son fils et héritier Jacques II n'a que 6 ans. Comme gouverneur du château d'Édimbourg, il a la garde de l'enfant. Il est en compétition pour se saisir du pouvoir avec Alexandre Livingstone, gouverneur du château de Stirling. La reine-mère Jeanne Beaufort penche en faveur du second, cache son jeune fils dans un coffre pour l'amener d'Édimbourg à Stirling. Crichton kidnappe l'enfant, le ramène à Édimbourg et fait emprisonner la reine-mère. 
Crichton s'entend avec Livingstone pour lutter contre elle et le co-régent, Archibald Douglas. Ce dernier meurt en juin 1439. En novembre de l'année suivante les deux complices invitent le fils de Douglas, âgé de 16 ans à diner au château d'Édimbourg et l'assassinent ainsi que son frère David malgré les appels à la clémence du jeune roi. Cet assassinat et trahison de l'hospitalité est connu sous le nom de "Diner noir".
Crichton devenu Lord Chancelier est le grand vainqueur de la période de trois ans d'anarchie et de guerre civile qui suit cet évènement. Jacques II est finalement libéré en 1443 par William Douglas 8e comte de Douglas, allié avec Livingstone qui réussit en 1445 à expulser Crichton du Château d'Édimbourg.
En 1448 il s'embarque pour le continent, accompagné par le secrétaire d'État, John Ralston, évêque de Dunkeld pour renouveler le traité de Auld Alliance avec la France et trouver une épouse pour le roi encore célibataire à 19 ans. La demande est formulée auprès du duc de Bourgogne Philippe le Bon qui propose de doter une cousine Marie d'Egmont fille du duc de Gueldre. Crichton escorte la future reine jusqu'à Leith le 18 juin 1449.
William Crichton restera Chancelier jusqu'en 1453, il fera d'importants investissements dans son château de Crichton. Il meurt en juillet 1454.